# 拉雷多
拉雷多，是西班牙坎塔布里亚的一个市镇。总面积16平方公里，总人口12559人（2001年），人口密度785人/平方公里。

## 友好城市
- 法國 瑟农